# サンカクep
「サンカクep」（さんかくイーピー）は、nano.RIPEの11枚目のシングル。2013年5月22日にLantisより発売された。
このシングルは前作「影踏み」から約2か月半ぶりのリリースとなり、2013年の第2作目。収録曲の「スターチャート」と「月花」、「ツマビクヒトリ」は、テレビアニメ『はたらく魔王さま！』のエンディングテーマに起用された。

## 収録曲
（作詞：きみコ、作曲：佐々木淳）
1. スターチャート
テレビアニメ『はたらく魔王さま！』第5話エンディングテーマ
2. 月花
テレビアニメ『はたらく魔王さま!』エンディングテーマ
3. ツマビクヒトリ
テレビアニメ『はたらく魔王さま!』第13話エンディングテーマ